# 2024-25 アトレティコ・マドリード
2024-25 アトレティコ・マドリードは、アトレティコ・マドリードの創設後118シーズン目である2024-25シーズンの成績を記述したもの。

## 登録メンバー
2024年9月4日現在
| Pos | No.                        | 氏名                     | 生年月日（年齢）          | 前所属                    | 在籍年                        | 備考                      |
| GK  | 1                          | フアン・ムッソ           | 1994年5月6日（30歳）      | アタランタBC              | 2024年-                       | 元アルゼンチン代表 新加入 |
| GK  | 13                         | ヤン・オブラク           | 1993年7月1日（31歳）      | SLベンフィカ              | 2014年-                       | スロベニア代表            |
| GK  | 31                         | アントニオ・ゴミス       | 2003年5月20日（21歳）     | アトレティコ・マドリードB | 2023年-                       | Bチーム登録               |
|     |                            |                          |                           |                           |                               |                           |
| DF  | 2                          | ホセ・マリア・ヒメネス   | 1995年1月20日（30歳）     | ダヌービオFC              | 2013年-                       | ウルグアイ代表            |
| DF  | 3                          | セサル・アスピリクエタ   | 1989年8月28日（35歳）     | チェルシー                | 2023年-                       | 元スペイン代表            |
| DF  | 15                         | クレマン・ラングレ       | 1995年6月17日（29歳）     | FCバルセロナ              | 2024年-                       | 元フランス代表 新加入     |
| DF  | 16                         | ナウエル・モリーナ       | 1998年4月6日（26歳）      | ウディネーゼ              | 2022年-                       | アルゼンチン代表          |
| DF  | 20                         | アクセル・ヴィツェル     | 1989年1月21日（36歳）     | ボルシア・ドルトムント    | 2022年-                       | 元ベルギー代表            |
| DF  | 21                         | ハビ・ガラン             | 1994年11月19日（30歳）    | セルタ・デ・ビーゴ        | 2023年-                       |                           |
| DF  | 23                         | ヘイニウド・マンダーヴァ | 1994年1月21日（31歳）     | リールOSC                 | 2022年-                       | モザンビーク代表          |
| DF  | 24                         | ロビン・ル・ノルマン     | 1996年11月11日（28歳）    | レアル・ソシエダ          | 2024年-                       | スペイン代表 新加入       |
|     |                            |                          |                           |                           |                               |                           |
| MF  |                            |                          |                           |                           |                               |                           |
| 4   | コナー・ギャラガー         | 2000年2月6日（25歳）     | チェルシーFC              | 2024年-                   | イングランド代表 新加入       |                           |
| 5   | ロドリゴ・デ・パウル       | 1994年5月24日（30歳）    | ウディネーゼ・カルチョ    | 2021年-                   | アルゼンチン代表              |                           |
| 6   | コケ                       | 1992年1月8日（33歳）     | アトレティコ・マドリードB | 2009年-                   | カンテラ出身 元スペイン代表   |                           |
| 8   | パブロ・バリオス           | 2003年6月15日（21歳）    | アトレティコ・マドリードB | 2022年-                   | カンテラ出身 U-21スペイン代表 |                           |
| 11  | トマ・レマル               | 1995年11月12日（29歳）   | ASモナコ                  | 2018年-                   | 元フランス代表                |                           |
| 12  | サムエウ・リーノ           | 1999年12月23日（25歳）   | バレンシア                | 2022年-                   |                               |                           |
| 14  | マルコス・ジョレンテ       | 1995年1月30日（30歳）    | レアル・マドリード        | 2019年-                   | スペイン代表                  |                           |
| 17  | ロドリゴ・リケルメ         | 2000年4月2日（24歳）     | ジローナFC                | 2019年-                   | スペイン代表                  |                           |
|     |                            |                          |                           |                           |                               |                           |
| FW  |                            |                          |                           |                           |                               |                           |
| 7   | アントワーヌ・グリーズマン | 1991年3月21日（33歳）    | バルセロナ                | 2014年-2019年 2021年-     | フランス代表                  |                           |
| 9   | アレクサンダー・セルロート | 1995年12月5日（29歳）    | ビジャレアルCF            | 2024年-                   | ノルウェー代表 新加入         |                           |
| 10  | アンヘル・コレア           | 1995年3月9日（29歳）     | CAサン・ロレンソ          | 2014年-                   | アルゼンチン代表              |                           |
| 19  | フリアン・アルバレス       | 2000年1月31日（25歳）    | マンチェスター・シティFC  | 2024年-                   | アルゼンチン代表 新加入       |                           |
| 22  | ジュリアーノ・シメオネ     | 2002年12月18日（22歳）   | アトレティコ・マドリードB | 2022年-                   | U-23アルゼンチン代表 新加入   |                           |

## 大会成績

### ラ・リーガ
順位表
| 順 | チーム                   | 試 | 勝 | 分 | 敗 | 得 | 失 | 差 | 点 | 出場権または降格                                 |
| -- | ------------------------ | -- | -- | -- | -- | -- | -- | -- | -- | ------------------------------------------------ |
| 1  | アスレティック・ビルバオ | 0  |    |    |    |    |    |    |    | UEFAチャンピオンズリーグ・グループステージに出場 |
| 2  | アトレティコ・マドリード | 0  |    |    |    |    |    |    |    | UEFAチャンピオンズリーグ・グループステージに出場 |
| 3  | アラベス                 | 0  |    |    |    |    |    |    |    | UEFAチャンピオンズリーグ・グループステージに出場 |
| 4  | エスパニョール           | 0  |    |    |    |    |    |    |    | UEFAチャンピオンズリーグ・グループステージに出場 |
| 5  | オサスナ                 | 0  |    |    |    |    |    |    |    | UEFAヨーロッパリーグ・グループステージに出場     |

最終更新は2024年6月7日の試合終了時
出典: La Liga（スペイン語）, BDFutbol（スペイン語）
順位の決定基準: 1.勝点 2.当該チーム間の勝点 3.当該チーム間の得失点差 4.総得失点差 5.総得点数 6.反則ポイント 7.順位決定戦.

試合結果
| 第1節 2024年8月19日       | ビジャレアル                       | 2-2      | アトレティコ・マドリード            | ヴィラ＝レアル                                                                       |  |
| 21:30 CEST 翌04:30 (日本) | ダンジュマ 18分 · コケ 37分 (o.g.) | レポート | 20分 ジョレンテ · 45+5分 セルロート | 競技場: デ・ラ・セラミカ 観客数: 21,566人 主審: ギジェルモ・クアドラ・フェルナンデス |  |

| 第2節 2024年8月25日       | アトレティコ・マドリード                          | 3-0      | ジローナ | マドリード                                                                               |  |
| 21:30 CEST 翌04:30 (日本) | グリーズマン 39分 · ジョレンテ 48分 · コケ 90+4分 | レポート |          | 競技場: シビタス・メトロポリターノ 観客数: 60,414人 主審: フアン・マルティネス・ムヌエラ |  |

| 第3節 2024年8月28日       | アトレティコ・マドリード | 0-0      | エスパニョール | マドリード                                                                                       |  |
| 21:30 CEST 翌04:30 (日本) |                          | レポート |                | 競技場: シビタス・メトロポリターノ 観客数: 56,669人 主審: リカルド・デ・ブルゴス・ベンゴエチェア |  |

| 第4節 2024年9月15日       | アスレティック・ビルバオ | 0-1      | アトレティコ・マドリード | ビルバオ                                                                             |  |
| 19:00 CEST 翌02:00 (日本) |                          | レポート | 90+2分 コレア            | 競技場: サン・マメス 観客数: 48,617人 主審: アレハンドロ・エルナンデス・エルナンデス |  |